# Garsten
Garsten là một đô thị thuộc huyện Steyr-Land thuộc bang Oberösterreich, Áo. Đô thị Garsten có diện tích 53 km², dân số thời điểm năm 2006 là 6590 người.